# Fredagen den 13:e (filmserie)
Fredagen den 13:e (engelska: Friday the 13th) är en amerikansk skräckserie som 2017 består av 12 filmer. Serien fokuserar främst på Jason Voorhees, som drunknade vid Camp Crystal Lake på grund av ovaksamma lägerledare. Sjön ryktas efter det ha en förbannelse över sig, och årtionden senare sker en rad brutala massmord. Jason är med i alla filmerna, antingen som mördare eller som motivation till morden. Originalfilmen skrevs av Victor Miller och producerad och regisserad av Sean Cunnigham. Den spelades in 1979 och gick upp på biodukarna 9 maj 1980.
Filmen skapades efter att Halloween blivit en stor succé. Filmens egen succé ledde till att Paramount Pictures köpt upp hela franchisen, vilket gav dem fulla rättigheter till varumärket. Frank Mancuso, Jr. som producerade filmerna, skapade även TV-serien Friday the 13th: The Series, precis efter att Fredagen den 13:e del VI - Jason lever släppts. TV-serien var dock inte kopplad till någon av filmerna på något vis. När filmserien blev uppköpt av New Line Cinema återvände Sean Cunningham som producent till två nya filmer och även Freddy vs. Jason, där Jason möter Freddy Krueger från Terror på Elm Street-serien.
Trots att filmerna aldrig varit omtyckta av kritiker är Fredagen den 13:e ansedd som en av de bästa filmfranchiserna enligt IGN. Inte bara för filmernas succé, utan även för seriens sätt att marknadsföra sig själv, med merchandise, serietidningar osv. Franchisens popularitet har lett till att fansen gjort egna Fredagen den 13:e-filmer, replica-dräkter- och masker och tatueringar. Jasons hockeymask är ansedd som en av de mest igenkännbara ansiktena i populärkultur.

## Filmer
| Film                                                      | Regissör           | Manusförfattare                                 | Producent(er)                          |
| Fredagen den 13:e (1980)                                  | Sean S. Cunningham | Victor Miller                                   | Sean S. Cunningham                     |
| Fredagen den 13:e del 2 (1981)                            | Steve Miner        | Ron Kurz                                        | Steve Miner                            |
| Fredagen den 13:e del 3 - Alla fasors blodiga dygn (1982) | Steve Miner        | Martin Kitrosser & Carol Watson                 | Frank Mancuso, Jr.                     |
| Fredagen den 13:e del 4 - Sista kapitlet (1984)           | Joseph Zito        | Barney Cohen                                    | Frank Mancuso, Jr.                     |
| Fredagen den 13:e del 5 - En ny början (1985)             | Danny Steinmann    | Martin Kitrosser, David Cohen & Danny Steinmann | Timothy Silver                         |
| Fredagen den 13:e del VI - Jason lever (1986)             | Tom McLoughlin     | Tom McLoughlin                                  | Don Behrns                             |
| Fredagen den 13:e del VII (1988)                          | John Carl Buechler | Manuel Fidello & Daryl Haney                    | Iain Paterson                          |
| Fredagen den 13:e del VIII - Jason intar Manhattan (1989) | Rob Hedden         | Rob Hedden                                      | Randy Cheveldave                       |
| Jason Goes to Hell: The Final Friday (1993)               | Adam Marcus        | Jay Huguely, Adam Marcus & Dean Lorey           | Sean S. Cunningham                     |
| Jason X (2002)                                            | James Isaac        | Todd Farmer                                     | Noel Cunningham                        |
| Freddy vs. Jason (2003)                                   | Ronny Yu           | Damian Shannon & Mark Swift                     | Sean S. Cunningham                     |
| Friday the 13th (2009)                                    | Marcus Nispel      | Damian Shannon & Mark Swift                     | Michael Bay, Andrew Form & Brad Fuller |

### Översikt
I originalfilmen Fredagen den 13:e (1980) mördar Mrs. Voorhees ett gäng ungdomar som planerar att återöppna sommarlägret Camp Crystal Lake. Hon är fast besluten att se till att lägret inte öppnas igen, efter att hennes son Jason drunknade i sjön, eftersom de två lägerledarna som skulle hålla koll på honom istället hade sex med varandra. Den sista lägerledaren, Alice (Adrienne King) lyckas dock till slut få tag på en machete och hugga huvudet av Mrs. Voorhees. I Fredagen den 13:e del 2 (1981), visar det sig att Jason lever och är fullvuxen. Efter att han dödat lägerledaren som halshögg hans mamma, återvänder han till Camp Crystal Lake för att vakta det mot alla inkräktare. Fem år senare anländer en ny grupp tonåringar till Camp Crystal Lake för att öppna ett nytt läger, men de blir alla mördade av Jason. Ginny Field (Amy Steel), den sista lägerledaren som Jason försöker döda, hittar en stuga i skogen som innehåller en helgedom runt Mrs. Voorhees avhuggna huvud. Ginny slår tillbaka och hugger Jason i axeln med en machete. Jason blir liggande medan Ginny blir ivägkörd av en ambulans. Under Fredagen den 13:e del 3 lyckas Jason ta bort macheten ur sin axel och hittar en familjegård, ägd av Chris Higgins (Dana Kimmell). Chris återvänder till stället med några vänner och Jason dödar alla som går in i ladan som han gömmer sig i. Jason tar en hockeymask från ett offer för att dölja sitt ansikte och går ut för att döda de resterande i gruppen. Chris tror sig döda Jason, efter att hon huggit en yxa i hans huvud, men kvällens händelser har gjort henne sinnessjuk.
Fredagen den 13:e del 4 (1984) fortsätter direkt där del 3 slutar. En till synes död Jason hittas av polisen och tas till ett lokalt bårhus. Efter att han levererats så vaknar Jason upp och dödar rättsläkaren och sjuksköterskan innan han beger sig mot Crystal Lake. En grupp vänner hyr ett hus i Crystal Lake och faller offer för Jasons framfart. Efter att han dödat tonåringarna, letar han rätt på grannarna, Trish och Tommy Jarvis (Corey Feldman). Medan Jason är distraherad av Trish, attackerar Tommy och lyckas döda Jason. I Fredagen den 13:e del 5 - En ny början (1985) får vi följa Tommy Jarvis (John Shepherd), som blivit inlagd på ett mentalsjukhus efter händelserna i del 4. Han har växt upp i skräck för att Jason ska återvända. Roy Burns (Dick Wieand) använder sig av Jasons persona för att bli en copycat-mördare vid rehabiliteringshuset som Tommy flyttats till. Tommy, övervakaren Pam (Melanie Kinnaman) och en liten pojke vid namn Reggie (Shavar Ross) lyckas besegra Roy. De får senare reda på att Roy hade en son på institutet som mördades av en annan patient, vilket fick Roy att ta Jasons skepnad och mörda alla på institutionen. Fredagen den 13:e del 6 - Jason lever börjar med att Tommy (Thom Mathews) besöker Jasons grav efter att ha blivit släppt från ett annat mentalsjukhus. Tommy råkar av misstag återuppliva Jason via en bit av kyrkogårdens staket, som leder ström ner i kroppen. Jason beger sig direkt tillbaka till Crystal Lake och dödar de som jobbar på det nya sommarlägret. Tommy lyckas till slut kedja fast Jason i en sten som han kastar i vattnet. Han lämnar sedan Jason för att dö.
Fredagen den 13:e del 7 (1988) tar vid en obestämd tid efter Jason lever. Jason återuppstår igen, denna gång av den telekinetiska Tina Shepard (Lar Park Lincoln), som försöker återuppliva sin pappa som drunknade i sjön när Tina var ett barn. Jason börjar ännu en gång döda de som ockuperat Crystal Lake och efter ett möte med Tina blir han tillbakadragen ner till botten av sjön. Jason återuppstår ännu en gång i Fredagen den 13:e del 8 - Jason intar Manhattan (1989) av en elkabel under vattnet. Han följer en grupp studenter på väg till Manhattan, där han massakrerar skeppets besättning och majoriteten av studenterna. När de är framme vid Manhattan jagar Jason de två överlevarna, Rennie (Jensen Daggett) och Sean (Scott Reeves) in i kloakerna. Till slut blir Jason bortspolad av giftigt avfall. I Jason Goes To Hell (1993) återvänder Jason till Crystal Lake, efter att oförklarligt ha återuppstått. Han är jagad av FBI vid Crystal Lake. FBI gillrar en fälla för att döda Jason som verkar lyckas. Men Jason överlever dock, genom att låta sitt svarta demonhjärta ta över människor. Det visar sig att hans har en syster och en systerdotter och han behöver dem för att få tillbaka sin kropp. Jason återupplivar sig själv, men hans systerdotter, Jessica Kimble (Kari Keegan) hugger honom med en mystisk dolk och han dras ner till helvetet.
Jason X (2002) utspelar sig i rymden, där Jason ännu en gång oförklarligt återuppstått. En forskare, Rowan (Lexa Doig), bestämmer sig för att kryogenisk nedfrysning är det enda sättet att stoppa honom, men Jason bryter sig fri och dödar armépersonalen som vaktar honom. Rowan lyckas lura in Jason i kryo-kammaren men han sticker hål på tanken och fryser ned både sig själv och Rowan. Över 400 år senare upptäcks Jasons kropp av ett gäng studenter och de tar med sig kroppen till deras rymdskepp. På rymdskeppet tinar Jason och han börjar mörda alla ombord. Han blir till synes dödad, men återuppstår via nanoteknologi som en sorts cyborg-version av sig själv. Han blir till slut utskickad i rymden och landar på Jorden 2. Nästa Fredagen den 13:e-film var en crossover med Terror på Elm Street, betitlad Freddy vs. Jason (2003). Freddy Kreuger återupplivar Jason och skickar honom till Springwood, i hopp om att Jason ska skapa rädsla bland invånarna så att Freddy kan bli stark nog att invadera deras drömmar. Jason lyckas med det, men vägrar att sluta döda. En strid mellan dem uppstår både i drömvärlden och i Crystal Lake. Det hela slutar med att Jason kommer upp från vattnet med Freddys avhuggna huvud, som blinkar med ena ögat och skrattar.
År 2009 släpptes en nyinspelning av originalfilmen, kallad Friday the 13th. I filmen ser en ung Jason sin mamma bli halshuggen av en lägerledare. Han följer sin mammas fotspår och dödar alla som kommer till Crystal Lake. Nästan 30 år senare kidnappar Jason en ung kvinna som påminner om hans mamma. Sex veckor efter hennes försvinnande åker hennes bror, Clay Miller (Jared Padalecki) och letar efter henne. De två återförenas och slåss tillsammans mot Jason och till synes dödar honom. Efter att de dumpat honom i sjön, kommer Jason dock upp igen.

## Musik
När Harry Manfredini började jobba med musiken till originalfilmen bestämdes det att musiken enbart skulle spelas under scener med mördaren, så att publiken inte skulle luras att tro att mördaren var med i scener som han inte var med i. Manfredini sa att när det var på väg att hända något i filmen, så sänktes musiken ner vilket fick publiken att slappna av. På så sätt blev skrämseleffekten mycket mer effektiv. Eftersom Mrs. Voorhees, mördaren i Fredagen den 13:e, inte visades förrän i slutet av filmen, fick Manfredini i uppgift att skapa ett partitur som representerade mördaren i hennes frånvaro. Manfredini var inspirerad av Hajen (1975) då hajen inte är synlig under mestadels av filmen, men ledmotivet, skapat av John Williams, gjorde att publiken visste när hajen var närvarande trots att man inte såg den. Efter att han lyssnat på ett stycke musik av Krzysztof Penderecki, där refrängen hade överdrivet uttal, inspirerades Manfredini att göra någonting liknande för Fredagen den 13:e. Han kom på ljudet "ki ki ki, ma ma ma", baserat på Mrs. Voorhees replik "Kill her mommy!". För att uppnå det unika ljudet han ville ha, sa han de två orden i en mikrofon och spelade sedan upp det i en ekomaskin. Manfredini gjorde klart musiken efter några veckor och spelade in den i en väns källare.
När Manfredini återvände för uppföljarna hade han det enklare att komponera, eftersom det enda han behövde göra var att förbättra det han redan skapat i den första filmen. Under uppföljarna släppte Manfredini på sin regel att musiken enbart skulle reserveras åt mördaren. Eftersom uppföljarna inte hade samma mystik som den första filmen, gick musiken mer ut på att försöka lura och skrämma publiken. Manfredini gjorde musiken till alla filmerna, förutom Fredagen den 13:e del 7 och Jason intar Manhattan, eftersom han då var upptagen med andra projekt, men hans tidigare musik återanvändes i filmerna.

## Framtid
Producenterna Brad Fuller och Andrew Form sa i en intervju att de definitivt var intresserade av att göra en uppföljare till Friday the 13th från 2009. Den 1 oktober 2009 meddelade Warner Bros. att de planerade att släppa uppföljaren till Friday the 13th den 13 augusti 2010. Inte långt därefter meddelade Warner Bros. den 10 december att uppföljaren hade blivit framskjuten på obestämd tid. Damian Shannon och Mark Swift skriver för tillfället manuset till filmen. Den 21 april 2010 meddelade Fuller på sin Twitter att uppföljaren inte längre skulle göras. I en senare intervju så förklarade Fuller att nyinspelningen från 2009 var en gemensam prestation av Paramount och New Line Cinema, som både äger varsin del av Fredagen den 13:e-serien. Eftersom ekonomin för tillfället är dålig begränsar båda studiorna antalet filmsläpp per år. På grund av det blev filmer som Friday the 13th 2 parkerade, i hopp om att kunna fortsätta serien när ekonomin stabiliserats. Andrew Form förklarade att eftersom varken Paramount eller New Line vill backa från produktionen av uppföljaren, eftersom den troligtvis kommer att dra in massvis med pengar, så är risken för att enbart ett bolag producerar filmen ganska liten. Form och Fuller avslöjade även att uppföljaren kommer att bli en 3D-film, om den får grönt ljus. Det rapporterades i april 2014 att en ny film skulle regisseras av David Bruckner.

## Merchandise
Förutom filmerna, TV-serien och ett antal serietidningar och böcker baserade på Fredagen den 13:e-filmerna, finns det även över 100 licensierade produkter som har dragit in över 125 miljoner dollar (ca 900 miljoner kr). I maj, 1986, släppte Domark ett Fredagen den 13:e-spel till Amstrad CPC, Commodore 64 och ZX Spectrum. I spelet skulle spelaren välja en sorts "helgedom" på en karta och sedan övertala andra tonåringar att gömma sig där. Jason är "förklädd till en vän" i spelet, tills han bestämmer sig för att attackera spelaren. Tre år senare utvecklade LJN ett spel till Nintendo Entertainment System. Under 2000-talet utvecklade Xendex sitt eget Fredagen den 13:e-spel till mobilen. I spelet tar spelaren rollen som en lägerledare på Camp Crystal Lake. Medan ledarna förbereder lägret för sin första sommarhelg så börjar en "okänd förföljare" att mörda alla. Spelaren måste upptäcka sanningen och fly från lägret. Det släpptes även ett brädspel baserat på Fredagen den 13:e i Storbritannien.
Genom åren har ett antal företag lanserat actionfigurer på karaktärerna i Fredagen den 13:e. År 1988 släppte "Screamin' toys" en modellfigur på Jason Voorhees. De släppte sex år senare en ny modell, där de baserade figuren på Jasons utseende i Jason Goes to Hell. Under 1996, som en del av McFarlanes Toys "Movie Maniacs 1"-kollektion, släpptes en figur på Jason från Jason Goes to Hell. Jason var en av de tre mest populära figurerna från kollektionen, de andra två var Freddy Kreuger och Leatherface. Ett år senare släppte McFarlane Toys en 15 cm skalmodell av Freddy och Jason, inglasad. Under 2002 släppte de en figur på Über-Jason från Jason X, som en del av sin "Movie Maniacs 5"-kollektion. Sedan 2002 har det lanserats en uppsjö av Jason-figurer, dockor och statyetter.